# Fabrice Morgado
Pour les articles homonymes, voir Morgado.
Fabrice Morgado, né le 8 mars 1991 à Aubervilliers, est un joueur international français de Cécifoot, champion paralympique. Il évolue au poste d'attaquant ou milieu de terrain et a remporté la médaille d'or au Jeux Paralympiques de Paris, le 7 septembre 2024, au stade Tour Eiffel.
Depuis 2018, il joue au FC Cécifoot Précy-sur-Oise, club qu'il a fondé avec ses proches.

## Biographie
Fabrice Morgado a perdu la vue le 1er janvier 2008 à la suite d'une agression à l'arme à feu,,.
Joueur de football amateur et passionné durant sa jeunesse, il découvre l'existence du cécifoot, football adapté aux déficients visuels, et fait ses débuts en 2011 avec le club de Saint-Mandé. Il se voit sélectionné en équipe de France en juin 2012, pour un tournoi international en Espagne.
Il dispute ensuite plusieurs championnats d'Europe et championnats du monde à partir de 2013. Il remporte le championnat d'Europe 2022 en Italie et la médaille d'or aux Jeux Paralympiques de Paris, après une victoire aux tirs au but en finale contre l'Argentine (1-1, 3-2 aux t.a.b.), championne du monde en titre. 
Il s'agissait de sa première participation aux Jeux Paralympiques. 
Membre de la "Team Oise 24" avec 13 autres athlètes de l'Oise, il est soutenu par le conseil départemental de l'Oise, tout comme ses deux coéquipiers en club et en équipe nationale : Alessandro Bartolomucci et Khalifa Youme.

## Histoire de son club, le FC Cécifoot Précy-sur-Oise
En 2018, le maire de sa commune, Précy-sur-Oise, souhaite donner son nom au complexe sportif de la ville. Fabrice Morgado accepte et décide donner du sens à cette action en créant le premier club de cécifoot du département. 
En 2021, la ville est retenue centre de préparation pour les Jeux Paralympiques de Paris 2024 et devient la première commune à posséder des terrains permanents de cécifoot en France. Le club est encore aujourd'hui le seul à posséder deux terrains officiels. En août 2024, Précy-sur-Oise justifie son statut de base arrière des Jeux en accueillant les équipes nationales de la Colombie et du Japon pour leur préparation aux Jeux Paralympiques de Paris.
Sportivement, le club du FC Cécifoot Précy-sur-Oise a été champion de France en 2022 et a également remporté la Coupe de France en 2023.

## Palmarès

### Club (Saint-Mandé et Précy-sur-Oise)
- Vainqueur de la Coupe de France en 2011 et en 2023
- Champion de France en 2015 et en 2022

### Équipe de France
- Champion d'Europe 2022
- Vainqueur des Jeux paralympiques en 2024

## Distinctions

### Décorations
Chevalier de la Légion d'honneur (décret du 23 septembre 2024)

### Prix et récompenses
Meilleur jeune joueur du Championnat de France avec le club de Saint-Mandé en 2012